# Santa Lucía (Intibucá)
Santa Lucía est une municipalité du Honduras, située dans le département de Intibucá. La municipalité comprend 6 villages et 47 hameaux. Santa Lucía est fondée en 1844.

## Source de la traduction
- (es) Cet article est partiellement ou en totalité issu de l’article de Wikipédia en espagnol intitulé « Santa Lucía, Intibucá » (voir la liste des auteurs).